# Championnat d'Amérique du Sud masculin de volley-ball 1969
Le 8e championnat d'Amérique du Sud de volley-ball masculin s'est déroulé en 1969 à Caracas ( Venezuela).

## Classement final
| Place              | Équipe    |
| ------------------ | --------- |
| Médaille d'or      | Brésil    |
| Médaille d'argent  | Venezuela |
| Médaille de bronze | Uruguay   |
| 4                  | Chili     |
| 5                  | Argentine |
| 6                  | Colombie  |
| 7                  | Équateur  |
| 8                  | Guyana    |